# Marco Buticchi
Marco Buticchi (La Spezia, 2 maggio 1957) è uno scrittore italiano.

## Biografia
Buticchi  è figlio di Albino Buticchi, petroliere e presidente del Milan dal 1972 al 1975. Laureatosi in Economia e Commercio all'Università di Bologna nel 1982, iniziò a lavorare come trader petrolifero, viaggiando in Africa, Europa, Stati Uniti d'America e Medio Oriente.
Dopo i primi romanzi pubblicati a proprie spese, venne scoperto da Mario Spagnol, per poi essere pubblicato da Longanesi verso la fine degli anni novanta. Le sue storie sono caratterizzate dall'intreccio tra epoche diverse, che spaziano dall'antichità ai giorni nostri, e da misteri da risolvere, un tema letterario per cui l'autore ha tratto ispirazione da Wilbur Smith. Protagonisti ricorrenti di molti dei suoi romanzi sono i coniugi Oswald Breil e Sara Terracini, lui ex primo ministro israeliano ed ex direttore del Mossad, lei archeologa e restauratrice italiana. I due sono il perno di una squadra scelta italo-israeliana attiva in operazioni investigative e spionistiche, il cui quartier generale mobile è la nave Williamsburg, di loro proprietà. 
Nel 2012 il suo romanzo La voce del destino ha vinto il Premio Emilio Salgari e si è classificato secondo al Premio Bancarella. Buticchi è l'unico romanziere italiano pubblicato nella collana "I maestri dell'avventura", inaugurata da Longanesi nel 2017. I suoi libri hanno venduto oltre un milione e mezzo di copie, rendendolo lo scrittore italiano di maggior successo nel genere avventuroso.
È il proprietario di un albergo situato nelle vicinanze di Lerici, l'Hotel del Lido.

## Opere

### Serie con Oswald Breil e Sara Terracini
1. Le pietre della luna, Milano, Longanesi, 1997
2. Menorah, Milano, Longanesi, 1998
3. Profezia, Milano, Longanesi, 2000
4. La nave d'oro, Milano, Longanesi, 2003
5. L'anello dei re, Milano, Longanesi, 2005
6. Il vento dei demoni, Milano, Longanesi, 2007
7. Il respiro del deserto, Milano, Longanesi, 2009
8. La voce del destino, Milano, Longanesi, 2011
9. La stella di pietra, Milano, Longanesi, 2013
10. Il segno dell'aquila, Milano, Longanesi, 2015
11. La luce dell'Impero, Milano, Longanesi, 2017
12. Il segreto del faraone nero, Milano, Longanesi, 2018
13. Stirpe di navigatori, Milano, Longanesi, 2019
14. L'ombra di Iside, Milano, Longanesi, 2020
15. Il mare dei fuochi, Longanesi, 2021
16. L'oro degli dei, Longanesi, 2023
17. Il figlio della tempesta, Longanesi, 2024

### Altri romanzi e racconti
- Il cuore del profeta, Sarzana, Grafiche Lunensi, 1991 (autopubblicato)
- L'ordine irreversibile, Sarzana, Grafiche Lunensi, 1992 (autopubblicato)
- Scusi, bagnino, l'ombrellone non funziona!, Milano, Longanesi, 2006
- Evil, disegni di Maria Consuelo Buticchi, Milano, Corriere della Sera, 2011
- La trappola del ghepardo, in Luca Crovi e Claudio Gallo (a cura di), Cuore di tigre. Quattordici tigrotti sulle tracce di Emilio Salgari, Milano, Piemme, 2013, pp. 233-267
- Casa di mare, Milano, Longanesi, 2016
- Il processo ai sogni, illustrazioni di Giovanni Nikiforos, Arma di Taggia, Atene edizioni, 2016
- Il serpente e il faraone, Milano, Longanesi, 2022, ISBN 9788830459359

## Onorificenze
Commendatore al merito della Repubblica Italiana per aver contribuito alla conoscenza e alla diffusione della lingua italiana nel mondo.(27/12/2008
Su proposta della Presidenza del Consiglio dei Ministri)